# 懷爾德卡特鎮區 (堪薩斯州艾克縣)
懷爾德卡特鎮區（英語：Wild Cat  Township）為美國堪薩斯州艾克縣轄下的鎮區。2010年美国人口普查中此鎮區人口有539人。

## 地理
懷爾德卡特鎮區涵蓋總面積為137.1平方（52.94平方英里），其中陸地面積為135.5平方（52.30平方英里），水域面積為1.7平方（0.64平方英里）或1.21%。海拔高度341（1,119英尺）。

## 人口統計
根據2010年美國人口普查，懷爾德卡特鎮區人口有539人，其中男性有274人，女性有265人，人口密度為每平方公里3.93人，住房計335戶。鎮區內的白人有517人，非裔美國人有0人，美洲原住民有6人，亞裔美國人有1人，太平洋島裔美國人有0人，其他種族有4人，混血種族則有11人。此外鎮區內有20人為西班牙裔或拉丁裔美國人。此鎮區之年齡中位數為50.6歲，而男性年齡中位數為49.2歲，女性年齡中位數為53.6歲。

## 交通

### 主要公路
- 160號美國國道
- 99號堪薩斯州州道